# Ворохобин, Александр Иванович
Ворохобин Александр Иванович (22 октября 1889, Рязань, Российская империя — 20 июня 1938, Москва, СССР) — советский военно-морской деятель, инженер-механик, Гардемарин флота, специалист в минном и торпедном вооружении кораблей, участник Первой Мировой и Гражданской войны (на стороне Красной Армии), начальник минно-торпедного Управления вооружений и снабжения боеприпасами Управления морских сил РККА, военинженер 1-го ранга, кавалер ордена "Красного Знамени".

## Биография
Родился 22 октября 1889 года в Рязани в семье служащего технической конторы. Окончил Рязанскую гимназию с серебряной медалью и в тот же год поступил на механическое отделение Санкт-Петербургского политехнического института. После окончания института поступил на курсы Гардемарин флота, которые окончил в 1916 году. Участник Первой мировой войны - мичман, инженер-механик. В Красной армии с 1918 года (все годы службы - на инженерных должностях) - старший минный приёмщик Главного Управления кораблестроения (1918 г.), помощник начальника минного отдела (1919-1921 г.г.), помощник начальника минного отдела ГМТХУ (Главного материально-технического управления) 1922 г., помощник начальника минно-тралового Отдела ГМТХУ (1923-1925 г.г.), начальник 5 и 6 отделов 2-го Управления УВМС (Управления военно-морских сил) РККА, начальник минно-торпедного отдела  Управления вооружений УВМС РККА. Все годы службы - беспартийный.  
Принимал участие в приёмке минно-торпедного вооружения и оборудования на всех кораблях ВМС , принимаемых на вооружение в РККА. Награжден орденом "Красного Знамени". 
В 1936 году присвоено звание военинженера 1-го ранга.
22 декабря 1937 года арестован во время "чистки" руководящего состава РККА, обвинен в шпионаже. 20.06.1938 года приговорен к высшей мере наказания. приговор приведен в исполнение в тот же день.
13 марта 1958 года полностью реабилитирован.